# Каписа
Каписа е провинция в източен Афганистан с площ 1842 км² и население 360 000 души (2002). Административен център е град Махмуд и Раяи.

## Административно деление
Провинцията се поделя на 6 общини.